# Rajawetan (Tonjong)
Rajawetan is een bestuurslaag in het regentschap Brebes van de provincie Midden-Java, Indonesië. Rajawetan telt 3297 inwoners (volkstelling 2010).